# 黄循杰
黄循杰（1957年—），前新加坡男子羽球運動員，現在是受新加坡國家教練註冊處（Singapore National Registry of Coaches (NROC)）認證的教練，招收並訓練年輕選手。
黄循杰在1983年東南亞運動會羽球比賽男子單打項目接連擊敗當年世界錦標賽冠軍、印尼的伊薩克·蘇吉亞托與另一位印尼名將洪忠和，為新加坡奪得迄今在東運會唯一一面男子單打金牌。他的兒子黄梓良也是新加坡的頂尖羽球運動員。